# Théâtre « In-Yer-Face »
Le théâtre « In-Yer-Face » est une forme théâtrale née au Royaume-Uni dans les années 1990. Cette expression a été forgée par le critique de théâtre Aleks Sierz dans son ouvrage In-Yer-Face Theatre (2001) et a eu tendance à supplanter les autres termes employés pour désigner ce courant, parfois qualifié de « néo-brutalisme », « théâtre coup-de-poing » ou « théâtre de la provocation ». Sierz regroupe sous cette définition tout un ensemble de pièces écrites par de jeunes dramaturges, dont le but est de choquer le public par un contenu verbal et un appareil scénique marqués par la violence et la vulgarité. Selon Sierz, les principaux représentants du théâtre in-yer-face sont Sarah Kane, Mark Ravenhill et Anthony Neilson (en), trois auteurs appartenant à la même génération et incarnant tous, à leur manière, cette « nouvelle scène explosive » de l’extrême fin du XXe siècle.

## Étymologie et définition
L’expression in yer face, dérivée de l’interjection argotique et provocante in your face, est recensée dès 1976 dans l’Oxford English Dictionary, qui la définit comme « une exclamation exprimant le mépris ou la dérision ». Cette expression familière, issue de l’argot américain, peut également s’orthographier « in yo’ face ». Sa forme adjectivale (avec tirets) est décrite dans le New Oxford English Dictionary (1998) comme relevant d’un « élément ouvertement agressif ou provocateur, impossible à ignorer ou à éviter. »
Simon Gray (en) emploie cette expression pour qualifier le dialogue théâtral contemporain, dans sa pièce Japes représentée pour la première fois à Londres en février 2001. Dans la pièce, un écrivain d’âge moyen, Michael Cartts, s’emporte contre un nouveau type d’écriture qu’il décrit comme étant « in your face » par sa crudité et son obscénité.

Élargissant l’analyse de Gray, Sierz reprend le terme sous sa forme adjectivale pour désigner initialement le travail de Sarah Kane, puis, de manière plus générale, l’ensemble des pièces qu'il rattache à ce même courant. Pour Sierz, 

« [le théâtre in-yer-face] n’évoque pas seulement le contenu des pièces, mais la relation qui est établie entre l’auteur et son public, ou (pour être tout à fait juste) la relation entre la scène et le public. C’est pourquoi l’expression suggère, avec bien plus de force qu'un terme qui décrirait simplement ce qui se passe sur scène, des problématiques nombreuses. »

Autrement dit, cela se rapporte autant au contenu de la pièce lui-même qu'aux moyens mis en œuvre pour choquer le spectateur de manière visuelle et concrète.

## Thèmes majeurs
L’une des caractéristiques majeures de ce théâtre est de provoquer l’inconfort – visuel, mais aussi physique – du spectateur. L’intensité et la crudité sont telles que le spectateur doit avoir le sentiment que son espace personnel est menacé et son intimité violée. Les dramaturges de cette génération ont tous en tête la tradition du théâtre de la cruauté d’Antonin Artaud, qui, dans Le Théâtre et son double, affirme que « tout ce qui agit est cruauté. C’est sur cette idée d’action poussée à bout et extrême que le théâtre doit se renouveler. » C’est là une conception que le théâtre in-yer-face reprend à son compte, avec l’idée selon laquelle, comme chez Artaud, l’acteur doit brûler les planches comme un supplicié sur son bûcher.
Cela passe avant tout par une langue vulgaire, de nombreuses insultes à caractère souvent sexuel ou scatologique, des images choquantes montrant une souffrance insupportable, du sang et de la violence. Ces pièces respectent généralement un format de quatre-vingt-dix minutes sans entracte, afin de garder toute leur intensité et de ne pas perdre l’attention du spectateur.
Aleks Sierz insiste sur l’importance de la nudité sur scène, qui sert à montrer à la fois «la beauté du corps et sa vulnérabilité», en même temps qu'elle est un signe de transgression envers un ordre culturel et social établi. Le nu est d’autant plus frappant au théâtre que c’est un corps réel qui est présenté au regard du spectateur sans aucune médiation, contrairement aux autres arts comme la peinture, la sculpture, la photographie ou le cinéma.

## Principaux représentants
Sarah Kane, dont le suicide en février 1999 a frappé les esprits, incarne la principale figure de ce courant. Sa pièce Anéantis (Blasted), représentée pour la première fois au Royal Court Theatre en 1995, marque un tournant par la brutalité qu'elle met en scène et les virulentes critiques dont elle fait l’objet. Cette pièce, déstabilisante dans le fond comme dans la forme, atteint un paroxysme dans la radicalité : la pièce contient des scènes de violence sexuelle et de cannibalisme, et l’image de couverture du texte représente un homme à qui l’on a arraché les yeux, à l’image de l’Œdipe de Sophocle.
D’autres dramaturges se rattachent aussi pleinement à ce courant : Mark Ravenhill et Anthony Neilson (en), dont l’influence a été déterminante dans le développement de cette esthétique nouvelle des années 1990, mais aussi Patrick Marber, Philip Ridley, Jez Butterworth, David Harrower, Martin McDonagh ou encore Rebecca Prichard.

## Ruptures et influences
Ce théâtre, en repoussant sans cesse les limites de l’acceptable sur scène, se présente en totale rupture avec les codes de la bienséance tels que Nicolas Boileau les énonce dans son Art poétique. On y retrouve en revanche le principe de la catharsis, définie par Aristote comme l’une des visées essentielles de la tragédie, qui doit inspirer « terreur et pitié » au spectateur pour mieux le purger de ses propres passions.
Les influences du surréalisme, du théâtre de l'absurde et du théâtre de la cruauté d’Artaud sont également capitales pour comprendre cette esthétique, qui privilégie le langage scénique et corporel au langage verbal traditionnel. Une relation particulière se crée entre la scène et le spectateur, et celui-ci ne sort pas indemne de la représentation qui, à l’image du théâtre d’Artaud, est une forme d’« exorcisme pour faire AFFLUER nos démons ».

## Liste de pièces de théâtre
- Sarah Kane - Anéantis (Blasted)
- Sarah Kane - Purifiés (Cleansed)
- Sarah Kane - L'Amour de Phèdre (Phaedra's love)
- Sarah Kane Manque
- Sarah Kane 4.48 Psychose
- Mark Ravenhill - Shopping and Fucking
- Anthony Neilson - Penetrator
- Irvine Welsh - Trainspotting
- Rebecca Prichard - Yard Gal
- David Harrower - Knives in Hens
- Phyllis Nagy - Butterfly Kiss